# Gesine Foljanty-Jost
Gesine Foljanty-Jost (* 10. April 1952 in Lauenburg/Elbe) ist eine deutsche Japanologin, Politikwissenschaftlerin und Universitätsprofessorin für Japanologie. Sie gründete 1992 das Fach Japanologie an der Martin-Luther-Universität Halle-Wittenberg (MLU), der ersten und bislang letzten Neugründung des Faches in den ostdeutschen Bundesländern.

## Leben
Foljanty-Jost studierte von 1970 bis 1975 Politikwissenschaft, Soziologie und Japanologie an der Universität Bonn, der Freien Universität Berlin (FUB) sowie an der staatlichen Universität Tokio (Tōdai). 1975 schloss sie ihr Studium als Magistra Artium (M.A.) an der FUB ab. Nach weiteren Forschungsaufenthalten an der Tōdai und der Tätigkeit als Wissenschaftliche Mitarbeiterin am Ostasiatischen Seminar der FUB promovierte sie 1986 zum Doktor der Philosophie (Dr. phil.) in Politikwissenschaft an der FUB. Nach wissenschaftlichen Stationen an der Forschungsstelle für Umweltpolitik an der FUB, der staatlichen Universität Niigata sowie der Universität Trier erhielt sie 1992 einen Ruf zur Gründung des Faches Japanologie an der Martin-Luther-Universität Halle-Wittenberg (MLU), wo sie seitdem als Universitätsprofessorin für Japanologie mit Schwerpunkt „Wirtschaft, Politik und Gesellschaft des Modernen Japan“ tätig ist. Zwischen 1996 und 2006 nahm Foljanty-Jost Gastprofessuren an den Universitäten Tōdai, Waseda, Niigata und Nagoya wahr.

## Forschung
Nach Jahren der Forschung über japanische Umweltpolitik liegt der Forschungsschwerpunkt vor allem auf Zivilgesellschaft und Fragen der politischen Partizipation in Japan. In diesem Kontext begründete Foljanty-Jost 2007 zusammen mit dem Historiker Manfred Hettling das Interdisziplinäre Deutsch-Japanische Graduiertenkolleg „Formenwandel der Bürgergesellschaft – Deutschland und Japan im Vergleich“, in dem über neun Jahre deutsche und japanische Doktoranden und Doktorandinnen zu verschiedenen Themen der Zivilgesellschaft mit Förderung der Deutschen Forschungsgemeinschaft (DFG) und der JSPS promovierten. Sie ist seit 2008 Mitglied des Landesforschungsschwerpunkts „Gesellschaft und Kultur in Bewegung“ der MLU. 1999–2002 war sie Mitglied im Forschungsprojekt: „Climate change networks in Japan and international comparison“ an der Tsukuba-Universität, Japan. Von 2003 bis 2009 leitete sie in dem Forschungsprojekt „Civil Society, the State and Culture in Comparative Perspective“ an der Tsukuba-Universität in Japan das Teilprojekt „Public Policy and Policy Networks in Global Civil Society“. Von 2010 bis 2013 war sie korrespondierendes Mitglied des „Center for Social Capital Studies“, Sektion „Civil Society“, einem gemeinsamen Projekt mit der Senshū-Universität Tokio mit Förderung des japanischen Ministeriums für Bildung, Kultur, Sport, Wissenschaft und Technologie (MEXT).

## Wissenschaftspolitisches Engagement
Foljanty-Jost initiierte Universitätspartnerschaften mit namhaften Universitäten in Japan, so 1996 zur Senshū-Universität, 2007 zur staatlichen Universität Tokio, 2008 zur Waseda-Universität, 2011 zur Dokkyō-Universität und 2012 zur Tsukuba-Universität. Damit wurden für Professoren und Studierende fakultätsübergreifend Möglichkeiten für Forschungs- und Studienaufenthalte im jeweils anderen Land geschaffen und Grundlagen für Kooperationsprojekte gelegt.
1988 gehörte Foljanty-Jost zu den Gründungsmitgliedern der Vereinigung für Sozialwissenschaftliche Japanforschung e.V. (VSJF). Bis 1997 gehörte sie dem Vorstand an, davon von 1994 bis 1997 als Vorsitzende.
1995 war sie eines der Gründungsmitglieder der Deutsch-Japanischen Gesellschaft Halle/Saalekreis e.V. (DJG), in deren Vorstand sie bis 1998 arbeitete. Heute ist sie der Gesellschaft als Ehrenpräsidentin verbunden. Von 2002 bis 2005 war sie Mitglied im Vorstand der Gesellschaft für Japanforschung e.V. (GJF), Von 2008 bis 2014 war sie Mitglied des Wissenschaftlichen Beirats des Deutschen Instituts für Japanstudien (DIJ) in der Max-Weber-Stiftung, davon von 2012 bis 2014 dessen Vorsitzende. Neben anderen Funktionen ist sie seit 2008 Mitglied des Stiftungsrats des Japanisch-Deutschen Zentrums Berlin sowie des Deutsch-Japanischen Forums.
Nach langjähriger Mitarbeit in akademischen Gremien der MLU wurde sie 2010 zur Prorektorin für Forschung und wissenschaftlichen Nachwuchs an der MLU gewählt. In dieser Funktion übernahm sie auch die Verantwortung für die Bereiche Internationalisierung und Gleichstellung. Seither beteiligt sie sich in unterschiedlichen Funktionen an der Lösung wissenschaftspolitischer Fragestellungen wie Evaluation von Forschungsförderprogrammen, universitärer Profilbildung oder Stärkung der Position der Geisteswissenschaften in Forschung und Lehre. So war sie Mitglied der Expertenkommission zur Evaluierung der gemeinsamen Förderung von Forschungsbauten und Großgeräten an Hochschulen der GWK.

## Auszeichnungen
2014 erhielt sie von der japanischen Regierung den Orden der aufgehenden Sonne, Goldene Strahlen am Band.
2015 ehrte sie die DFG mit dem Eugen und Ilse Seibold-Preis.
2016 verlieh ihr die Bundesrepublik Deutschland das Bundesverdienstkreuz am Bande.

## Schriften (Auswahl)
- Ökonomie und Ökologie in Japan – Politik zwischen Wachstum und Umweltschutz. Opladen: Leske + Budrich, 1995, ISBN 978-3-8100-1447-4.
- Kommunizieren, Kontrollieren, Korrigieren – Gewaltprävention an japanischen Mittelschulen. Frankfurt am Main: Lang, 2003. Mit Annette Erbe, Anne Metzler und Manuel Metzler, ISBN 978-3-631-51264-7.
- Bürger als Partner – Kooperative Demokratie in japanischen Kommunen. Wiesbaden: Springer Fachmedien, 2013. Mit Karoline Haufe und Mai Aoki, ISBN 978-3-658-02149-8.
- Kommunalreform in Deutschland und Japan – Ökonomisierung und Demokratisierung in vergleichender Perspektive. Wiesbaden: Verlag für Sozialwissenschaften, 2009 (Hrsg.), ISBN 978-3-531-16125-9.
- Bürger und Staat in Japan. Halle an der Saale: Universitätsverlag Halle-Wittenberg, 2013. Mit Momoyo Hüstebeck (Hrsg.), ISBN 978-3-86977-064-2.
- 50 Jahre Sanrizuka – Aufstieg, Niederlage und Transformation einer Widerstandsbewegung. In: David Chiavacci / Iris Wieczorek (Hrsg.): Japan 2016 – Politik, Wirtschaft und Gesellschaft. Vereinigung für sozialwissenschaftliche Japanforschung, Iudicium, 2016, S. 41–68, ISBN 978-3-86205-928-7.